# 2000년 AFC 아시안컵 선수 명단
이 문서에서는 2000년 AFC 아시안컵의 선수 명단을 정리한다.

## B조
2010년 지붕뚫고 하이킥 문서를 참고하십시오.